# Ігою
Ігою (рум. Igoiu) — село у повіті Вилча в Румунії. Входить до складу комуни Алуну.
Село розташоване на відстані 193 км на захід від Бухареста, 44 км на захід від Римніку-Вилчі, 80 км на північ від Крайови.

## Населення
За даними перепису населення 2002 року у селі проживали 1072 особи, з них 1070 осіб (99,8%) румунів. Рідною мовою 1070 осіб (99,8%) назвали румунську.